# Френк Чепмен
Френк Міклер Чепмен (англ. Frank Michler Chapman 12 червня 1864 — 15 листопада 1945) — американський орнітолог, творець першого посібника з польових досліджень .

## Біографія
Чепмен народився у Вест-Інглвуді, штат Нью-Джерсі . Навчався в Енглвудській академії. У 1888 році став співробітником Американського музею природничої історії, був помічником Джоеля Асафа Алена . У 1901 році отримав посаду ад'юнкт-куратора з ссавців і птахів, в 1908 — куратора з птахів.
Чепмен придумав ідею різдвяного перепису птахів для Національного Одюбоновского суспільства . Він також написав безліч книг з орнітології, серед яких Bird Life, Birds of Eastern North America, Bird Studies With a Camera, Life in an Air Castle. У 1917 році за працю Distribution of Bird-life in Colombia Національна академія наук нагородила його медаллю Елліота.
Френк Чепмен похований на Бруксайдському кладовищі в Інглвуді.

## Родина
Єдиний син Чепмена, Френк Чепмен-молодший, одружився з драматургинею Елізабет Кобб. У цьому шлюбі народилася дочка, актриса і телеведуча Бафф Кобб . Після розлучення Чепмен-молодший знову одружився, його другою дружиною стала оперна співачка Гледіс Свортаут.